# المجلس الأعلى للشباب العرب
المجلس الأعلى للشباب العرب (بالإنجليزية:  Arab Youth Supreme Council )‏ هو منظمة عربية غير ربحية تعمل في إطار مبادئ جامعة الدول العربية ، وفقاً لقوانين منظمات المجتمع المدني بجمهورية مصر العربية وتتضمن مهامها على تمثيل الشباب العرب إقليمياً ودولياً ومتابعة نشاط وزارات الشباب والرياضة بالدول العربية وتقديم التوصيات والمقترحات لجامعة الدول العربية فيما يتعلق بشؤون الشباب العرب بالمجالات الاجتماعية المختلفة وتعد الكويت أول دولة عربية تفوز برئاسة المجلس الأعلى للشباب العرب ممثلة بأحد شيوخ العائلة الحاكمة الشيخ فيصل الحمود المالك الصباح.

## تأسيس المجلس
تأسس المجلس وفقاً لقوانين دولة المقر (مصر) الخاصة بمؤسسات المجتمع المدني الإقليمية والمحلية وتسجيل جمعيتها التأسيسية برقم 595 لسنة 2012 متخذا من جمهورية مصر العربية مقراً دائماً له.

## أهداف عمل المجلس
• مناقشة ودراسة المشكلات المجتمعية للشباب العرب والعمل على حلها
• العمل على تطوير التوجهات والبرامج الخدمية المقدمة للشباب العرب
• الإسهام في تقديم الخدمات والأنشطة المجتمعية للشباب العرب
• المعاونة على توفير فرص العمل للشباب العربي
• دعم التعاون بين شباب رجال الأعمال للنهوض بالاقتصاد العربي
• التواصل مع رجال الأعمال لتنفيذ مشروعات اقتصادية لصالح الشباب العرب
• بحث فرص النهوض بالمناهج الدراسية العربية
• تنمية أوجه التعاون بين الشباب العرب
• حث الشباب العرب على العمل العام والأعمال التطوعية لخدمة المجتمع
• تشجيع الشباب العرب على الدراسات العليا
• تنمية المشاريع الصغيرة والمتوسطة بالدول العربية
• تقديم الدعم والمساندة للموهوبين والمبتكرين من الشباب العرب
• توعية الشباب العرب بأهمية دور المرأة في المجتمع
• تشجيع الشباب العرب على ممارسة الأنشطة الثقافية والرياضية 

## طبيعة عمل المجلس
• إقامة الندوات والمؤتمرات المعنية بقضايا الشباب العرب في مختلف المجالات
• أجراء المباحثات واللقاءات مع القيادات المختصة بالشباب والرياضة بالدول العربية
• تكريم الشخصيات العامة المهتمة بالشباب والرياضة في الوطن العربي
• تنظيم الحملات الإعلامية الموجهة للشباب العرب
• إصدار الإحصائيات والتصنيفات المختصة بالشباب والرياضة بالدول العربية
• عقد الاجتماعات وحلقات النقاش بين الشباب العرب
• تنظيم المسابقات والأنشطة التنافسية بين الشباب العرب
• التواصل مع وسائل الإعلام العربية والأجنبية لطرح وجهة نظر المجلس
• التعاون مع الجهات المختصة بمجال بالشباب والرياضة إقليمياً ودولياً
• تنظيم الدورات التدريبية للشباب العرب
• إصدار وسائل إعلامية للتواصل مع الشباب العرب
• تقديم الجوائز للشباب العربي المتميز

## أنشطة المجلس
• المجلس يعلن تكريمه لولي عهد الكويت ويمنحه لقب قائد الشباب العرب لعام 2015.
• أختيار مدينة شرم الشيخ لاستضافة فعاليات منتدى شباب الأعمال العرب.
• دعوة شباب الأعمال العرب لبحث فرص الاستثمار بدولة جزر القمر.
• أطلاق حملة توعية إعلامية لمكافحة العنف ضد المرأة.
• المجلس يستقبل دعوة لحضور المؤتمر الدولي لمكافحة العنف ضد المرأة بولاية فيرجينيا بالولايات المتحدة الأمريكية لعام 2016.
• المجلس يدعم مبادرة جامعة الدول العربية بحملات توعية للشباب من التطرف والإرهاب.
• الإشادة بنشاط مجلس شباب عسير وجهود رئيسه الأمير فيصل بن خالد بن عبد العزيز آل سعود.
• أطلاق حملة توعية إعلامية لمكافحة التدخين.
• بحث المجلس مشروع منتخب الشباب العرب لكرة القدم الخماسية تحت 20 سنة.       
• بحث المجلس التعاون المشترك مع الجامعة العربية الألمانية للعلوم.
• مساندة المجلس وترويجه لاستضافة الأردن لكأس العالم للفتيات تحت 17 سنة.
• مشاركة المجلس في المؤتمر الاقتصادي الدولي في كندا لعام 2018.

## وصلات خارجية
- الموقع الرسمي للمجلس الأعلى للشباب العرب